# Au fil de la vie (film, 1988)
Pour les articles homonymes, voir Au fil de la vie.
Pour plus de détails, voir Fiche technique et Distribution.
Au fil de la vie ou Entre deux plages au Québec (Beaches) est un film américain réalisé par Garry Marshall, sorti en 1988.

## Synopsis
L'histoire de deux amies de milieux sociaux différents, dont l'amitié dura plus de 30 ans à travers leur enfance, en passant par l'amour et la tragédie : Cecilia Carol « C.C. » Bloom (Bette Midler), une chanteuse et actrice new-yorkaise, et Hillary Whitney (Barbara Hershey), une héritière et avocate de San Francisco.

## Fiche technique
- Titre : Au fil de la vie
- Titre original : Beaches
- Réalisation : Garry Marshall
- Scénario : Mary Agnes Donoghue et d'après le roman de Iris Rainer (en)

- Musique : Georges Delerue
- Photographie : Dante Spinotti
- Montage : Richard Halsey
- Décors : Albert Brenner
- Costumes : Robert De Mora
- Pays d'origine : États-Unis
- Format : Couleurs - 1,85:1 - Dolby Digital - 35 mm
- Durée : 123 minutes
- Date de sortie : 
  - États-Unis : 21 décembre 1988
  - France : 26 avril 1989

## Distribution
- Bette Midler (VQ : Anne Caron) : Cecilia 'CC' Carol Bloom
- Barbara Hershey (VQ : Élizabeth Lesieur) : Hillary Whitney Essex
- John Heard (VF : Jacques Frantz ; VQ : Mario Desmarais) : John Pierce
- Spalding Gray (VQ : Dominique Briand) : Dr Richard Milstein
- Lainie Kazan (VQ : Arlette Sanders) : Leona Bloom
- James Read (VQ : Pierre Auger) : Michael Essex
- Grace Johnston : Victoria Cecilia Essex
- Mayim Bialik (VQ : Johanne Léveillé) : Cecilia 'CC' Carol Bloom à 11 ans
- Marcie Leeds : Hillary Whitney Essex à 11 ans
- Carol Williard : Tante Vesta
- Allan Kent (VQ : Gérard Delmas) : M. Melman
- Phil Leeds : Sammy Pinkers
- Lynda Goodfriend : Mme Myandowski
- Nikki Plant : Iris Myandowski
- Frank Campanella : le portier